# Bookends
Bookends este atât numele unui album cât și a piesei de titlu de pe acesta, ambele înregistrate de Simon & Garfunkel. Albumul a fost lansat pe 3 aprilie 1968 și a fost produs de Paul Simon, Roy Halee și Art Garfunkel.
Bookends a fost albumul conceptual al lui Simon & Garfunkel și s-a clasat pe primul loc atât în topul Billboard al albumelor pop (America de Nord) cât și în Regatul Unit. Patru single-uri de pe disc au intrat în topuri: "A Hazy Shade of Winter", "At the Zoo", "Fakin' It" și "Mrs. Robinson" clasându-se pe locurile #13, #16, #23 respectiv #1. 
În 2003 VH1 a clasat albumul Bookends pe locul 93 în topul lor al celor mai bune albume ale tuturor timpurilor. Tot în 2003 albumul a fost clasat pe locul 233 în Lista celor mai bune 500 de albume ale tuturor timpurilor stabilită de revista Rolling Stone. 

## Tracklist
1. "Bookends Theme" (0:32)
2. "Save the Life of My Child" (2:49)
3. "America" (3:34)
4. "Overs" (2:14)
5. "Voices of Old People" (Art Garfunkel) (2:09)
6. "Old Friends" (2:36)
7. "Bookends" (1:16)
8. "Fakin' It" (3:14)
9. "Punky's Dilemma" (2:10)
10. "Mrs. Robinson" (4:02)
11. "A Hazy Shade of Winter" (2:17)
12. "At the Zoo" (2:21)

- Toate cântecele au fost scrise de Paul Simon cu excepția celor notate.

## Single-uri
- "A Hazy Shade of Winter" (1966)
- "Fakin' It" (1967)
- "At the Zoo" (1967)
- "Mrs. Robinson" (1968)
- "America" (1972)

## Componență
- Paul Simon - voce, chitară, producător
- Art Garfunkel - voce, producător

cu
- Hal Blaine - tobe, percuție
- Joe Osborn - bas
- Larry Knetchtel - pian, claviaturi